# Ponte Britannia

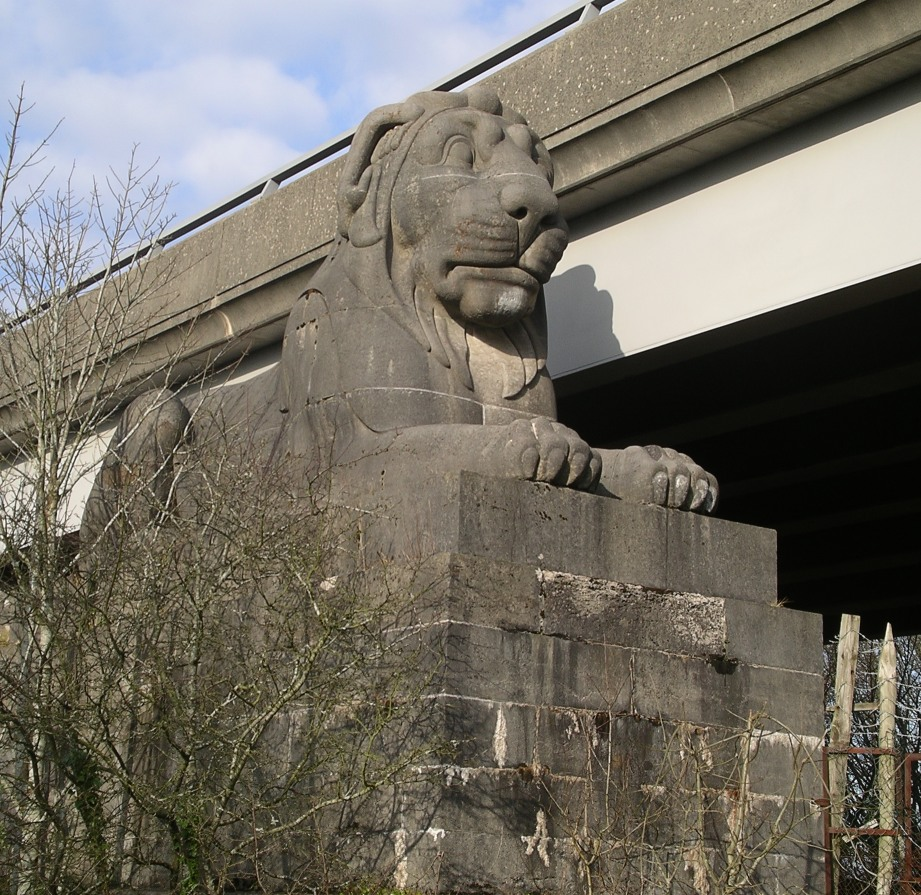
Leão monumental, um dos quatro que guardam cada um dos cantos da Ponte Britannia.

A Ponte Britannia (Pont Britannia) é uma ponte que atravessa o Estreito de Menai entre a ilha de Anglesey e a terra firme em Gales. Originalmente, era uma ponte tubular metálica de seções retangulares e agora, é uma ponte em arco com dois níveis.

## Galeria

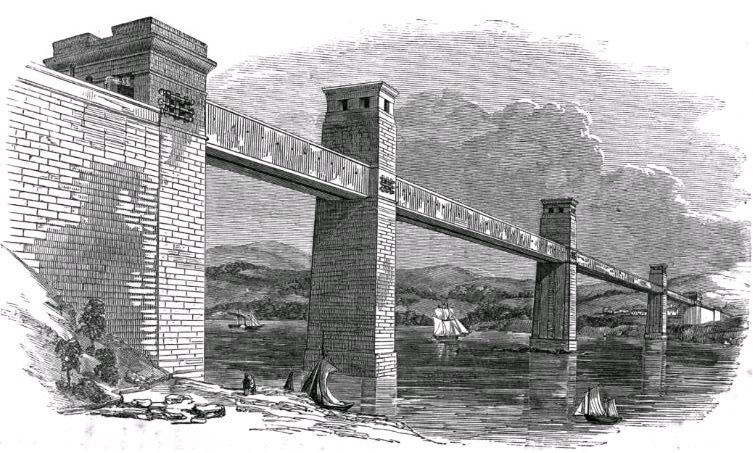
A versão original da ponte Britannia, numa ilustração de 1852
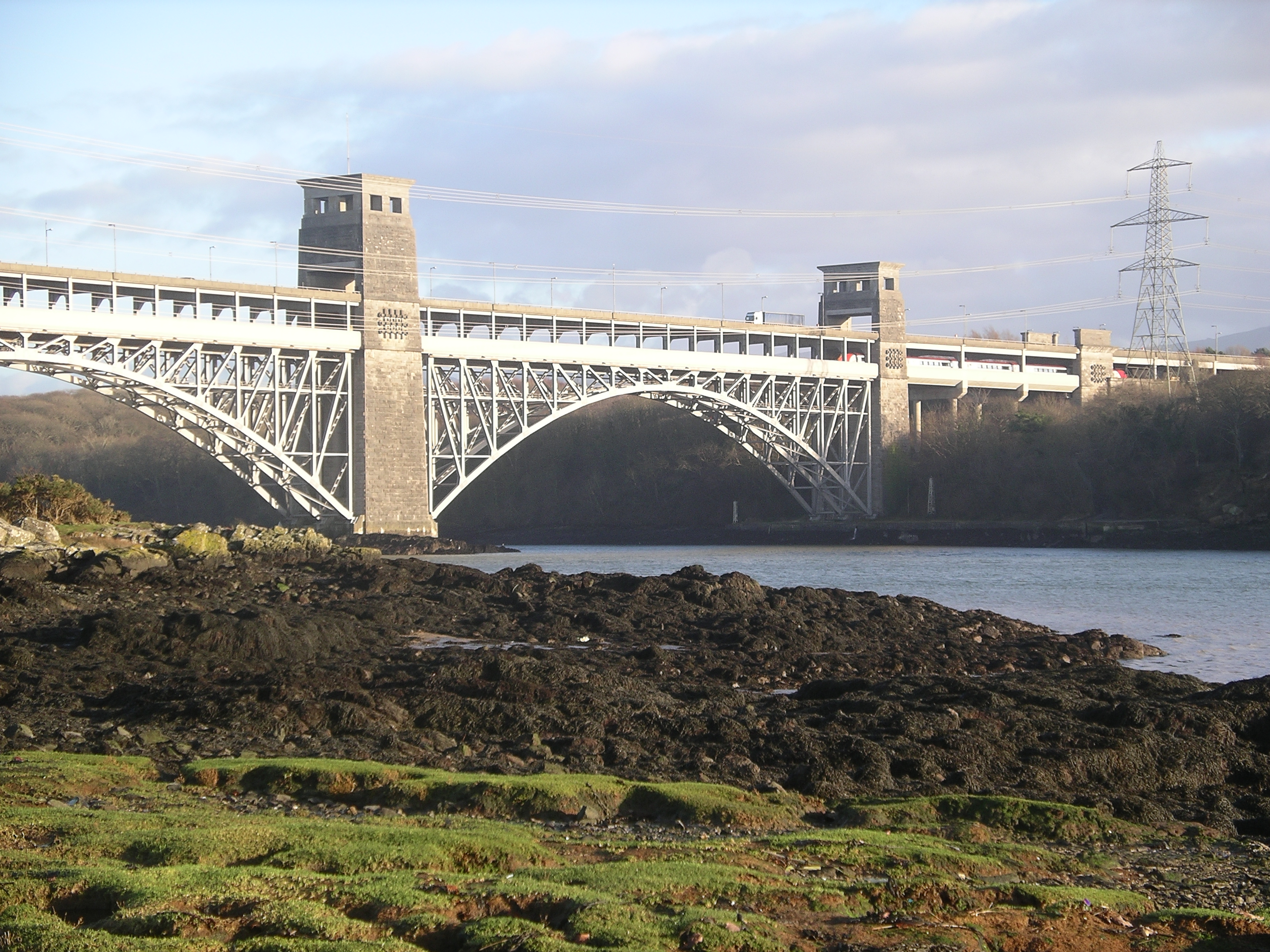
A ponte depois de 1970
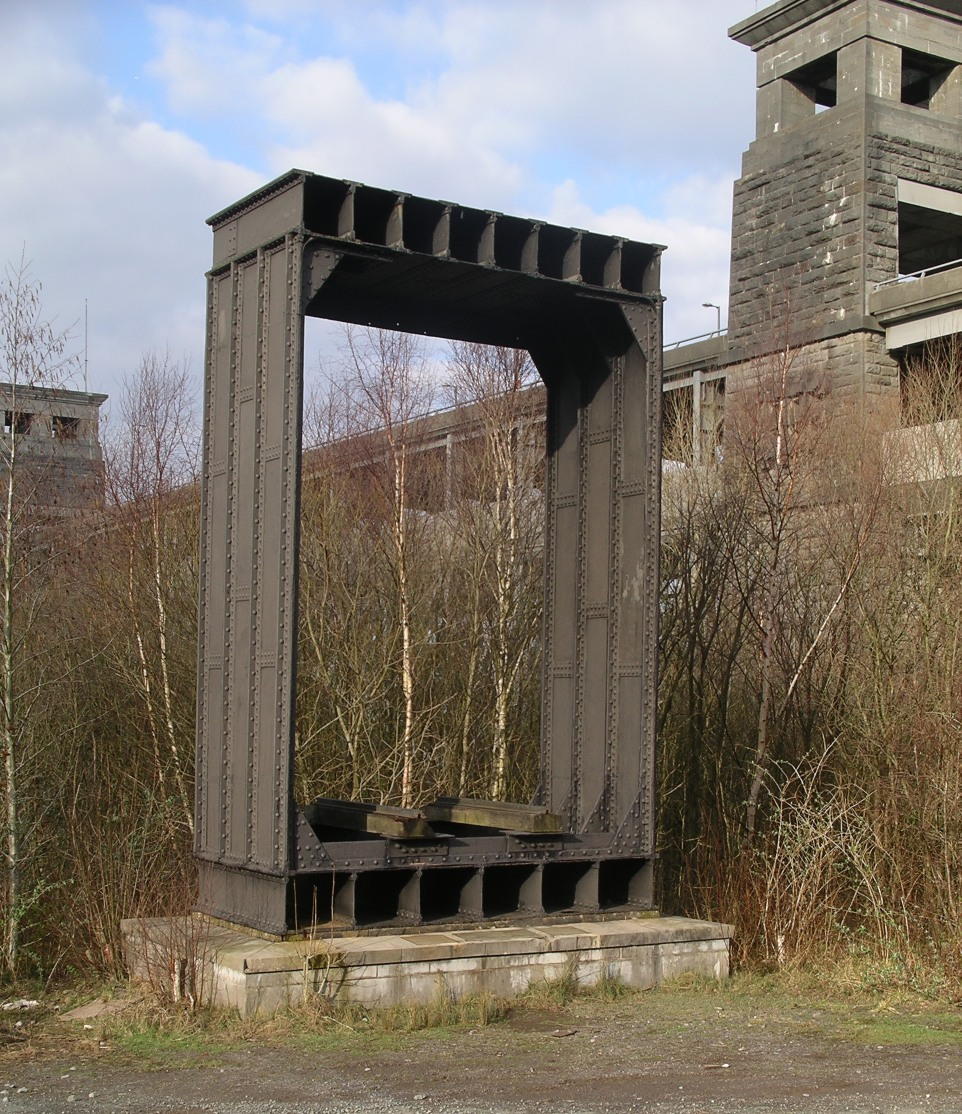
Seção original da ponte tubular metálica